# Above All State Park
Above All State Park ist ein State Park auf dem Gebiet von Warren im US-Bundesstaat Connecticut. Der Park wurde 1927 gegründet und zu militärischen Zwecken genutzt. Die Militärische Einrichtung lief von 1957 bis 1968 unter der Bezeichnung New Preston Gap-Filler RADAR Annex P-50A/Z-50A. später wurde das Gebiet wieder zum State Park umgewandelt, auch wenn die Überbleibsel der Verteidigungsanlagen des Kalten Krieges noch immer zu sehen sind. Es gibt keine Markierungen, Toiletten oder andere Einrichtungen im State Park außer einigen informellen Wegen auf der Höhe des Parks, die vom Connecticut Department of Energy and Environmental Protection unterhalten werden.

## Geschichte
Laut dem Schriftsteller Joseph Leary lässt sich der Name „Above all“ auf die Zeit zurück führen, in der die Familie Stone das Land bebaute. Sie behaupteten, auf 448 m über dem Meer die höchste Farm in ganz Connecticut zu unterhalten. Im 19. Jahrhundert wurde das Gebiet für die Errichtung eines „Above-All Mountain House“, eines Freizeitparks in Betracht gezogen, was jedoch nie zur Ausführung kam. Der Name des State Parks ist somit weder in Bezug auf Größe, Höhe oder Aussicht bedeutend, kein Vergleich also mit dem Lake Waramaug State Park in Bezug auf die Größe, den Aussichten im Mount Tom State Park und der Höhe in Dennis Hill State Park. Nach dem Reiseführer Connecticut; a Guide to Its Roads, Lore, and People rührt der Name des Parks von seiner "Ende der Welt"-isolierten Lage.
Der Park wurde 1927 gegründet als die Erben von Seymour Strong dem Staat drei Acre Land schenkten. Der State of Connecticut entschloss sich, weitere 28 Acres zusätzlich von Stanley estate zuzukaufen. Above All State Park wurde der 36. State Park. Von Juni 1957 bis Juni 1968 wurde auf dem Gelände der New Preston Gap-Filler RADAR Annex P-50A/Z-50A errichtet und der Park damit zum Sperrgebiet. 1968 wurde ein Erdweg und eine Ziegelhütte angelegt. Hinter dem „Bunker“ war der Abschußplatz für Nike-Raketen, die jeweils mit einem 2 bis 40 kilotonnen nuklearen Sprengkopf ausgestattet waren. An dem Platz befand sich auch das Steuerungszentrum. Darüber hinaus war die Einrichtung ein unbemannter Überwachungsradar zur „Lückenfüllung“ (im Radarschild) um die Überwachung in niedrigen Höhen zu gewährleisten. Dazu gab es ein Radargerät, einen Turm und einen Diesel-Generator. Obwohl der Park nach seiner Dekommissionierung wieder in Karten auftaucht, bleibt er doch eine Art geheimer Ort.
1981 wurde eine Studie durchgeführt durch die Energiegesellschaft Northeast Utilities ob sich die Stelle als Windpark nutzen ließe. Ein Anemometer und eine Windfahne wurden auf dem 20 m hohen Turm angebracht.

## Status
Der Above All State Park wird verwaltet vom Connecticut Department of Energy and Environmental Protection, ist jedoch unmarkiert und nicht erschlossen. Zum Park führt die Connecticut Route 341.